# Дэй Кин
Дэй Кин (англ. Day Keene, настоящее имя Гунард Хьерштедт, англ. Gunnar Hjerstedt) (1904, Чикаго — 1969, Голливуд) — американский писатель, драматург, актёр, автор детективных романов.

## Биография
Свой творческий путь будущий писатель начинал актёром в репертуарном театре; там же он не без успеха занимался сочинением пьес. Затем решил обратиться к драматургии и стал писать «мыльные оперы» для радио. В 1930-х годах Дэй Кин выступал главным автором для радиошоу «Сиротка Энни». С 1940-х годов он начал сочинять детективные романы, стал печататься в журналах, его произведения выходили в популярных сериях «Черная маска» и «Детектив за дайм». В конце 1940-х годов, в поисках лучшей жизни, Дэй Кин перебрался на малонаселенное тогда западное побережье Флориды, где продолжил сочинять «полицейские» и криминальные романы, пользовавшиеся заметным успехом у читателей. В 1960-е годы он отошел от детективной тематики, писал романы «мейнстрима». Умер Дэй Кин в 1969 году в северном Голливуде.

## Экранизации
В 1993 году по мотивам романа «Ошибка прокурора Талбота» («Любовь и пpeступная ненависть»), перенеся действие в 1990-е, российский режиссёр Всеволод Шиловский снял непосредственно в США фильм «Приговор».